# 中河 (后河支流)
中河，是中国长江流域的一条河流，汇入后河，属于嘉陵江水系。河长90千米，流域面积1355平方千米，多年平均流量27立方米每秒。自然落差795米。水能理论蕴藏量3万千瓦。